# Sergio Gómez (escritor)
Sergio Gómez (Temuco, 1962) es un columnista, editor y escritor chileno, que debe su fama principalmente a las novelas juveniles que ha escrito, en particular, la serie del detective adolescente Quique Hache.

## Biografía
Nació en 1962 en Temuco, Chile. Después de terminar la enseñanza de educación secundaria, viajó a Estados Unidos, donde permaneció un año. A su regreso, ingresó en 1980 en la Universidad de Concepción, donde estudió primero derecho durante cuatro años y después literatura. Expulsado, cruza a Argentina. En 1987, gracias a la atmósfera de reconciliación creada por la visita del papa Juan Pablo II a Chile, es readmitido en su alma máter y dos años más tarde se titula de profesor de Castellano.
Fue uno de los creadores de Zona de Contacto, desaparecido suplemento del diario El Mercurio.
Comenzó escribiendo cuentos, con los que obtuvo menciones honrosas en los concursos literarios de los periódicos La Época y El Mercurio; también obtuvo una mención del premio Andrés Bello en novela. En 1992 publicó su primer libro, la recopilación de relatos Adiós, Carlos Marx, nos vemos en el cielo. Dos años más tarde sale su primera novela, Vidas ejemplares, con la que resultó finalista del Premio Rómulo Gallegos en Venezuela en 1996.
Ese mismo año incursionó en el teatro con Extrañas costumbres orales, pieza que nació del cuento homónimo que en 1997 sería incluido en su segundo volumen de relatos, Partes de cuerpo que no se tocan. El mismo año en que apareció ese cuentario, adaptó a la escena la novela Palomita blanca, de Enrique Lafourcade. Gómez montó y dirigió esta adaptación. 
El primer premio importante lo obtuvo con su tercer volumen de cuentos, El libro del señor Galindo, con el que ganó el Alerce 1998. Más tarde sería distinguido con otros galardones, como el premio Lengua de Trapo en España, por la novela La obra literaria de Mario Valdini, o El Barco de Vapor 2008 por El canario polaco.

Sus éxitos en concursos le han traído no solo satisfacciones, sino también, al menos en una ocasión, lo han hecho pasar malos ratos. Se trata de su victoria en el Revista de Libros 2004: el jurado anunció como ganador a Sergio Gómez, pero después de difundir esa decisión, El Mercurio lo declaró desierto ya que dos cuentos de los nueve que contenía el libro presentado, Asesino de pájaros, habían sido publicados con anterioridad, por lo que no cumplían con la norma del concurso, que exigía que fueran inéditos. Gómez considera que las bases no estaban claras y señaló que aquellos dos relatos, que representan unas 20 páginas de las 200 del volumen, habían sido publicados sin avisarle.
Gómez saltó a la fama y al éxito de ventas con Quique Hache, detective, novela juvenil de 1999 que marca el comienzo de una serie protagonizada por un adolescente investigador. Las aventuras del muchacho ñuñoino de 15 años, aficionado a resolver misterios, para lo que a veces cuenta con la ayuda de su nana Gertru, fue un éxito inesperado, que entró en la lista de los libros de lectura escolar recomendada en Chile y determinó la continuación de la serie que en 2015 llevaba vendidos 80.000 ejemplares. Siguieron Quique Hache, el caballo fantasma y Quique Hache, el mall embrujado. En 2009 fue lanzada la primera novela gráfica, con los dibujos a cargo de Gonzalo Martínez, la que fue reeditada en 2015 con el título de Quique Hache, detective. El misterio del arquero desaparecido, año en que salió la primera novela gráfica independiente de la serie (es decir, sin que antes Gómez hubiera escrito un libro con la misma historia): Quique Hache, detective. El misterio de Santiago.
Ha enseñado literatura en su alma máter. Aficionado al deporte, practicaba triatlón (natación, ciclismo y trote). Ha sido antologador: así, seleccionó, con Alberto Fuguet los relatos de Cuentos con Walkman (1993) y McOndo (1996).

## Libros
- Adiós, Carlos Marx, nos vemos en el cielo, colección Biblioteca del Sur, Planeta Chile, Santiago, 1992
- Vidas ejemplares, colección Biblioteca del Sur, Planeta, Santiago, 1994
- Partes de cuerpo que no se tocan, Planeta, Santiago, 1997
- El libro del señor Galindo, Armando Cassígoli, 1998
- El labio inferior, Biblioteca Breve, Seix Barral, Santiago, 1998
- Quique Hache, detective, Alfaguara, 1999 (ISBN 9789562391818)
- La mujer del policía, Alfaguara, Santiago, 2000
- Cuarto A, Norma, 2000 (ISBN 9789580456421)
- Buenas noches a todos, colección Nueva Biblioteca 55, Ediciones Lengua de Trapo, 2001 (ISBN 9788489618602)
- La obra literaria de Mario Valdini, colección Nueva Biblioteca 72, Ediciones Lengua de Trapo, Madrid, 2002
- Quique Hache y el caballo fantasma, 2003
- La verdad según Carlos Perro, Sopa de Libros 95, Anaya, 2004 (ISBN 9788466725583)
- Patagonia, Biblioteca Breve, Seix Barral, 2005 (Kailas, Madrid, 2006)
- Yo, simio, 2006 (ISBN 978-8466751803)
- El canario polaco, 2007 (ISBN 9789562645621)
- El escapista, Ediciones SM, Santiago, 2009
- Mi hermano árbol, Ediciones SM, Santiago,
- Los increíbles poderes del señor Tanaka, 2012 (ISBN 9789563492446)
- Jim, Planeta, 2013
- Eugenio praz , el fantasma, Ediciones SM, Santiago, 2014
- La felicidad de los niños, SUMA, Santiago, 2015
- Rallo, Ediciones SM, Santiago, 2018
- Quique Hache El mall embrujado y otras historias, Ediciones SM, Santiago, 2020

### Novelas gráficas
- Quique Hache, detective, novela gráfica con dibujos de Gonzalo Martínez; Alfaguara Juvenil, 2009
- Quique Hache, detective. El misterio del arquero desaparecido, novela gráfica con dibujos de Gonzalo Martínez; Alfaguara Juvenil, 2015
- Quique Hache, detective. El misterio de Santiago, novela gráfica con dibujos de Gonzalo Martínez; Alfaguara Juvenil, 2015

## Premios y reconocimientos
- Mención honrosa en el concurso de cuentos del diario La Época.
- Mención honrosa en el concurso de cuentos del periódico El Mercurio
- Mención honrosa del premio Andrés Bello.
- 1996, Finalista del Premio Rómulo Gallegos  (Venezuela) con Vidas ejemplares.
- 1998, Premio Alerce por El libro del señor Galindo.
- 2002, Premio Lengua de Trapo de novela por La obra literaria de Mario Valdini.
- 2008, Premio El Barco de Vapor Chile por Los increíbles poderes del señor Tanaka y El canario polaco.
- 2019, Premio Municipal de Literatura de Santiago por Rallo.[10]